# 点名羞辱
点名羞辱是一种當眾羞辱的方式，羞辱者會“公开指出某个人、团体或企业做了错事”， 羞辱者通常不滿某些行为或個人以及企业，會通過点名羞辱這一方式影響舆论，进而給企业或個人造成壓力。
有证据表明，点名羞辱可以减少暴行，并使被点名羞辱的政府有所收斂。然而一些学者质疑点名羞辱未必能达到预期效果。 